# Parc Güell
El Parc Güell (oficialment, Park Güell) és un gran jardí amb elements arquitectònics de Barcelona, declarat Patrimoni de la Humanitat per la UNESCO el 1984. Va ser dissenyat com a ciutat jardí per l'arquitecte Antoni Gaudí, construït entre els anys 1900 i 1914 i inaugurat com a parc públic el 1926. Es troba al vessant que mira al mar del turó del Carmel i té una extensió de 17,18 hectàrees, cosa que el fa una de les obres arquitectòniques més grans del sud d'Europa.

## Història

### L'encàrrec d'Eusebi Güell a Gaudí
La relació entre Antoni Gaudí i el seu gran mecenes, l'industrial i polític Eusebi Güell i Bacigalupi (futur comte de Güell), es va iniciar l'any 1878, quan aquest va veure una vitrina que havia projectat per al comerciant de guants Esteve Comella a l'Exposició Universal de París. Aquell mateix any, li va encarregar el mobiliari de la capella-panteó neogòtica del Palau de Sobrellano a Comillas per compte del seu sogre Antonio López y López, primer marquès de Comillas. L'autor fou l'arquitecte Joan Martorell i Montells, de qui Gaudí era col·laborador.
A patrir d'aquest moment, li va encarregar els pavellons i les portes de la seva finca a les Corts, la seva nova residència (el Palau Güell), un celler vinícola, una església (la cripta de la Colònia Güell) i, finalment, l'any 1900, Gaudí va rebre l'encàrrec de projectar una ciutat jardí per a famílies benestants a Can Muntaner de Dalt, una gran finca que havia adquirit a la zona coneguda popularment com la Muntanya Pelada. S'hi preveien unes 60 parcel·les de forma triangular, amb una xarxa complexa de camins, viaductes i escales que salvaven la topografia del terreny. La idea de Güell era recrear els selectius condominis britànics i, per aquest motiu, el va denominar Park Güell.

### Les etapes de la construcció
L'octubre del 1900 es van començar a anivellar els terrenys i les obres van anar a bon ritme. El 4 de gener del 1903, un article publicat a l'Anuari de L'Associació d'Arquitectes constatava que ja estaven acabats els dos pavellons de l'entrada, l'escalinata principal, la tanca exterior, l'aixopluc, els viaductes i una part de la gran esplanada. El 1907 es van celebrar els primers actes a la gran plaça i el banc de ceràmica que l'envolta es va completar l'any 1914.
El primer que hi va comprar una parcel·la va ser un amic de Güell, l'advocat Martí Trias i Domènech, que va encarregar la construcció del seu xalet a l'arquitecte Juli Batllevell, l'any 1902 (vegeu Can Trias). El mateix any, Josep Pardo i Casanovas, contractista de l'obra, va edificar una casa mostra per tal de dinamitzar les vendes. Quatre anys més tard, Gaudí va comprar-la i va decidir traslladar-se a viure amb el seu pare i la seva neboda.

### D'urbanització privada a parc públic
La manca d'un transport adequat, les condicions complexes de la venda de les parcel·les (mitjançant antics contractes emfitèutics) i el caràcter exclusiu de la urbanització la van fer inviable. A falta de compradors, les obres s'abandonaren l'any 1914, quan només s'havien construït dues de les 60 cases previstes. D'aquesta forma, el parc passava a ser un gran jardí privat que era considerat una de les grans atraccions turístiques de la ciutat comtal. La gran plaça se cedia sovint per a la realització d'actes catalanistes, aplecs de sardanes i altres esdeveniments de caràcter cívic.
Eusebi Güell va morir a la seva casa del Parc Güell l'any 1918 i els seus hereus van oferir el parc a l'Ajuntament de Barcelona, que va acordar-ne la compra en el plenari municipal que es va dur a terme el 26 de maig del 1922. Quatre anys més tard, es va obrir com a parc municipal i la casa de la família Güell va passar a ser una escola pública (Escola Baldiri Reixac) i la zona situada a l'esquerra de l'entrada es va destinar a un jardí ornamental per a l'Ajuntament.
L'associació d'Amics de Gaudí va comprar la casa de Gaudí, i el 1963 va convertir-la en una casa-museu en record de l'arquitecte. El Parc Güell va passar a ser un espai públic molt apreciat pels barcelonins i un focus d'atracció turística. L'any 1969 es va reconèixer com a monument artístic i la UNESCO va declarar-lo Patrimoni Cultural de la Humanitat l'any 1984.

## Arquitectura

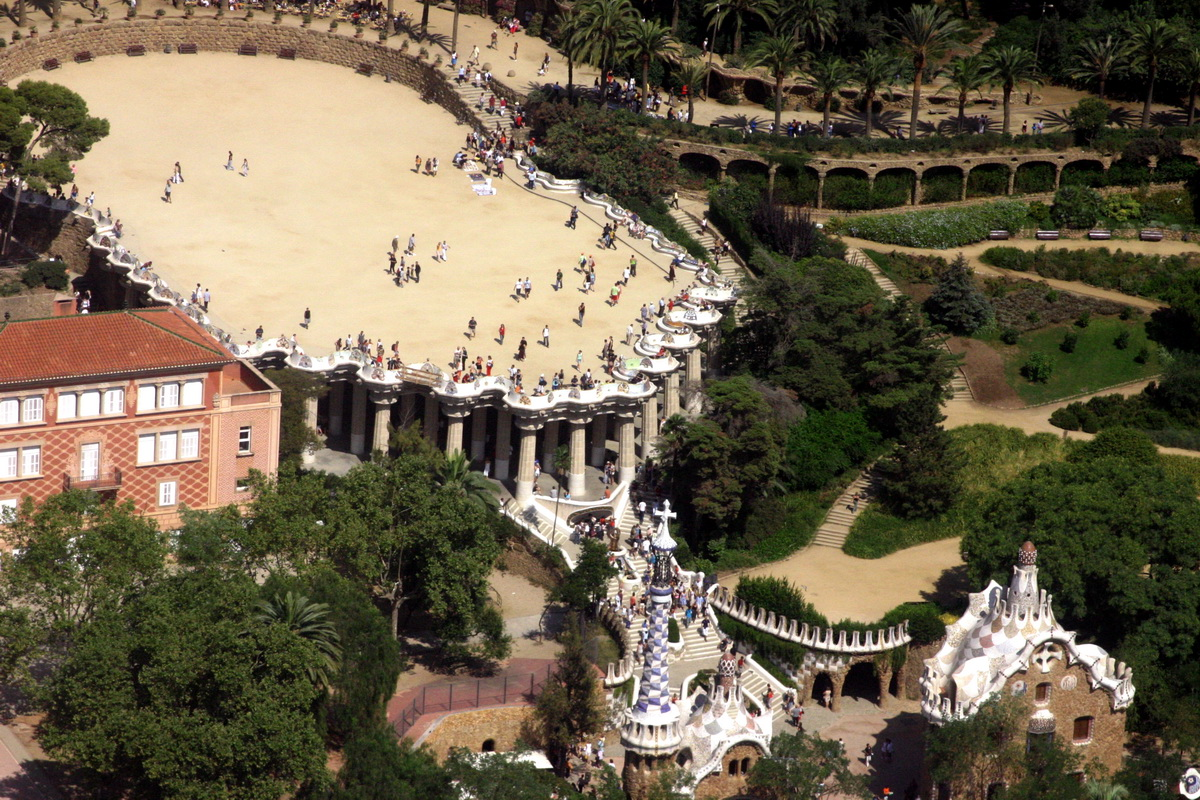
Imatge aèria del parc

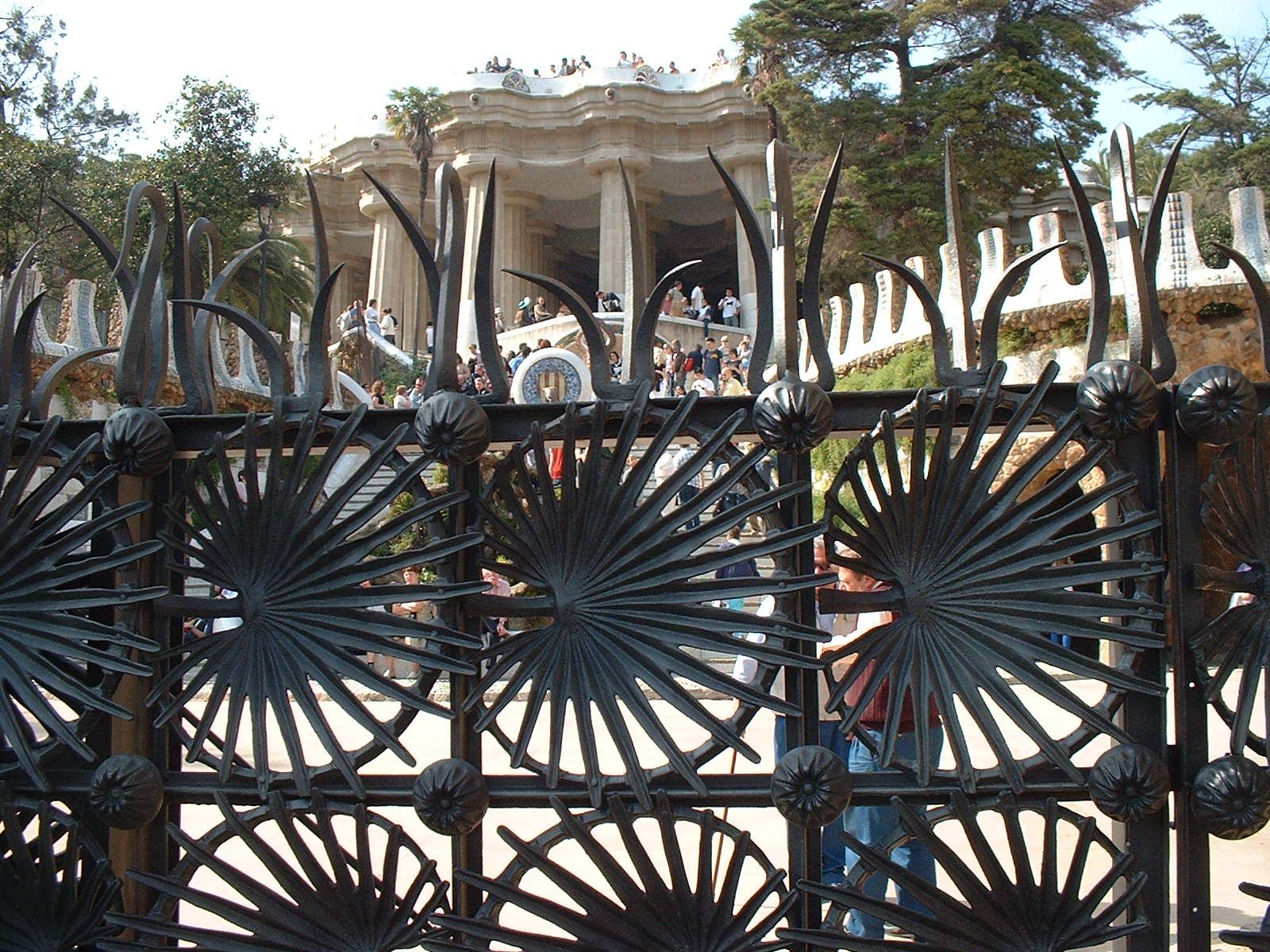
Reixa metàl·lica a l'entrada

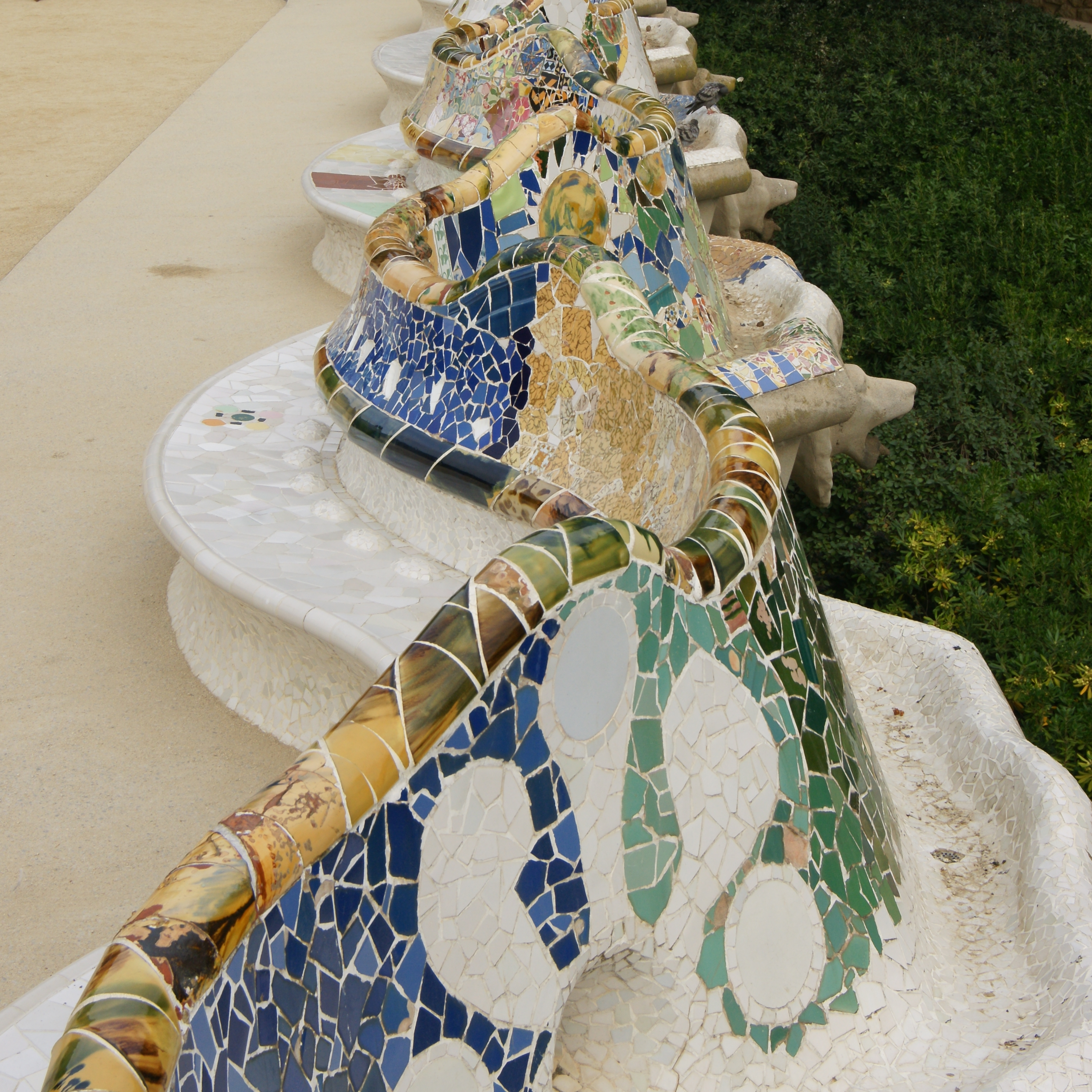
Detall del banc de la plaça principal

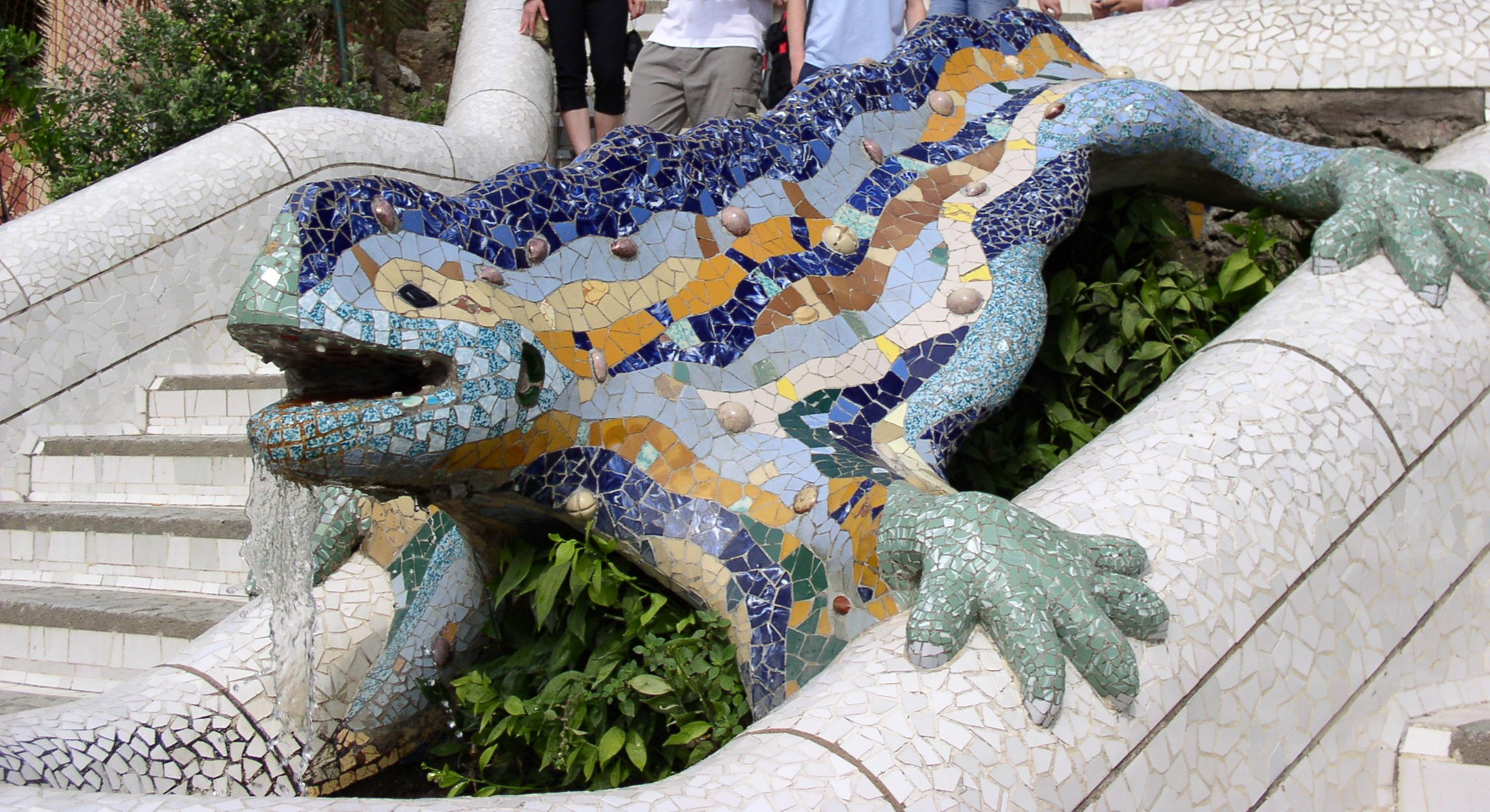
El Drac, l'emblemàtica salamandra coberta de trencadís

El Park Güell fou concebut com una ciutat jardí, a l'estil de les urbanitzacions angleses. Gaudí traçà les vies de comunicació, tot separant la circulació de vianants de la rodada, per accedir als 60 habitatges unifamiliars previstos inicialment. És tancat per un mur de pedra seca, i les reixes i la porta d'accés foren instal·lades el 1965, procedents del jardí de la casa Vicens.
El problema inicial que plantejava l'accidentada topografia del terreny li va donar la possibilitat d'expressar el seu concepte d'arquitectura i es va obstinar a assolir una perfecta integració de les seves obres amb la natura. Per a salvar els desnivells, va construir amb pedra tosca quatre viaductes, cada un dels quals amb solucions d'equilibri diferents. Les columnes són fetes de pedres de mides i formes molt variables, que suggereixen troncs d'arbres, estalactites i coves naturals. Els angles rectes no apareixen enlloc: les columnes estan inclinades com palmeres.
El punt central del parc està constituït per una immensa plaça, la vora de la qual serveix de banc i ondula com una serp de 150 m de longitud. Aquest banc està recobert de trencadís fet de petites peces de ceràmica i vidre i és obra de Josep Maria Jujol, deixeble i col·laborador de Gaudí. La plaça està parcialment sostinguda per la Sala de les Cent Columnes, una sala hipòstila formada per 86 columnes, a mena d'estalagmites gegants en una cova. Les columnes, verticals les interiors, lleugerament inclinades les exteriors, estan dissenyades de tal manera que recorden l'estil arquitectònic dòric. La part de baix és recoberta de trencadís blanc i uniforme, i al sostre hi ha 14 medallons de trencadís acolorit, que corresponen a les columnes que no es van arribar a construir (havien de ser 100). Aquest fou dissenyat i estampat per Josep Maria Jujol que, a més dels habituals fragments de porcellana, també mostra detalls curiosos com un fragment d'una nina o bé experimenta amb paper de vidre de color. A la part externa del sostre s'hi poden contemplar caps de lleó que deixen anar aigua a manera de les gàrgoles medievals. El terra és polit, però la paret de fons sembla de pedra tosca no treballada.
Fins a aquest lloc hi arriba l'escalinata de l'entrada principal del parc, de graons disposats simètricament al voltant de l'escultura d'una salamandra que s'ha convertit en l'emblema del jardí i que representa l'element foc de l'alquímia. L'entrada principal està flanquejada per dos pavellons de planta ovalada, amb volta de maó de pla i coberta de morfologia complexa, revestida de mosaic de trencadís. Coronen les cobertes sengles cupulins i una alta agulla coronada per l'habitual doble creu gaudiniana.
El que es troba a la dreta és la Casa del Guarda, destinada a habitatge del porter, un dels pocs exemples d'habitatge modest construït per Gaudí. Va ser edificada entre 1901 i 1903 responent als principis d'utilitat i senzillesa interior, sense renunciar, però, a una gran riquesa formal i visual. Els treballs de forja són obra de Badia Germans. Al llarg del temps, la casa ha tingut diferents usos i actualment acull un projecte museogràfic del Museu d'Història de Barcelona (MUHBA).

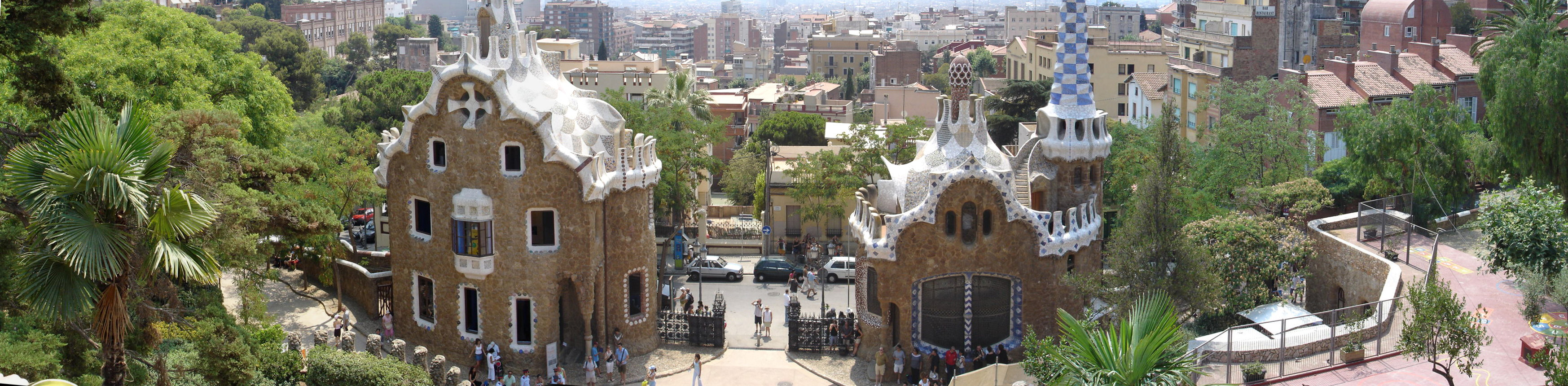
Panoràmica de l'entrada del Parc Güell

## Galeria d'imatges

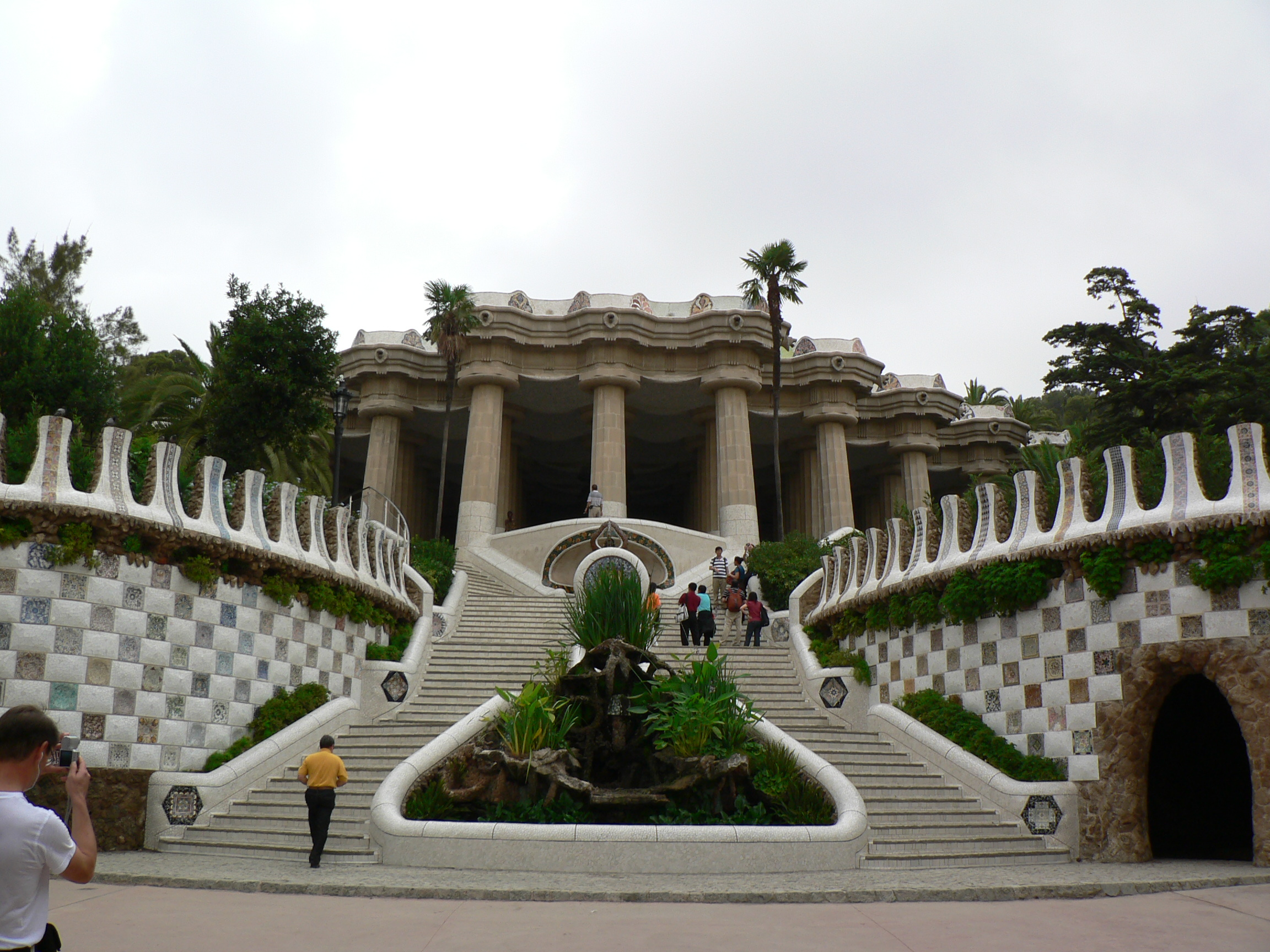
Escales de l'entrada
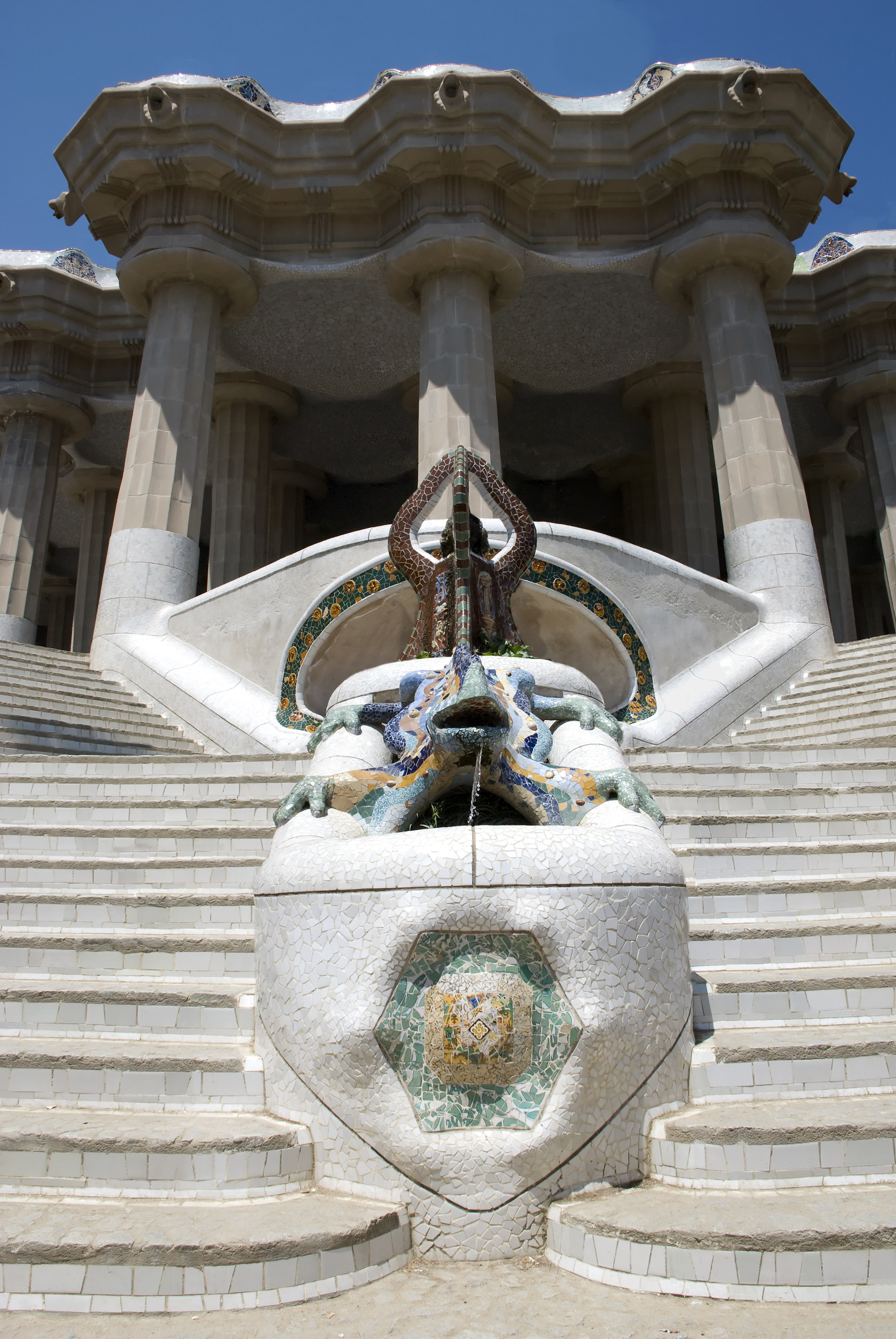
Font a les escales de l'entrada amb el drac
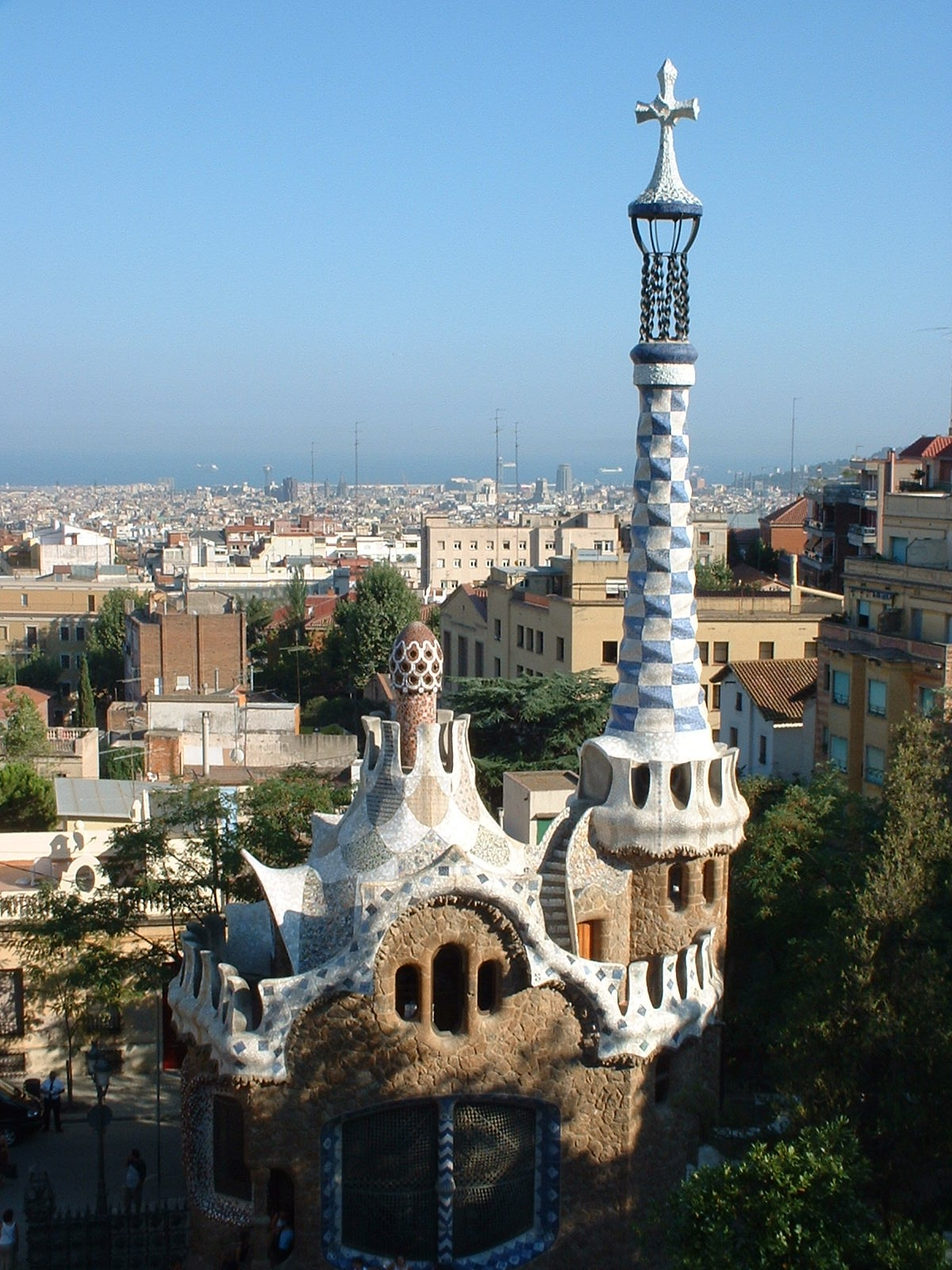
Vistes des del mirador
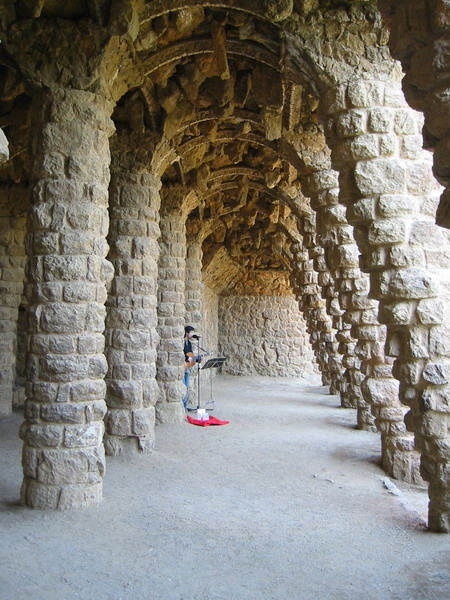
Columnes del viaducte
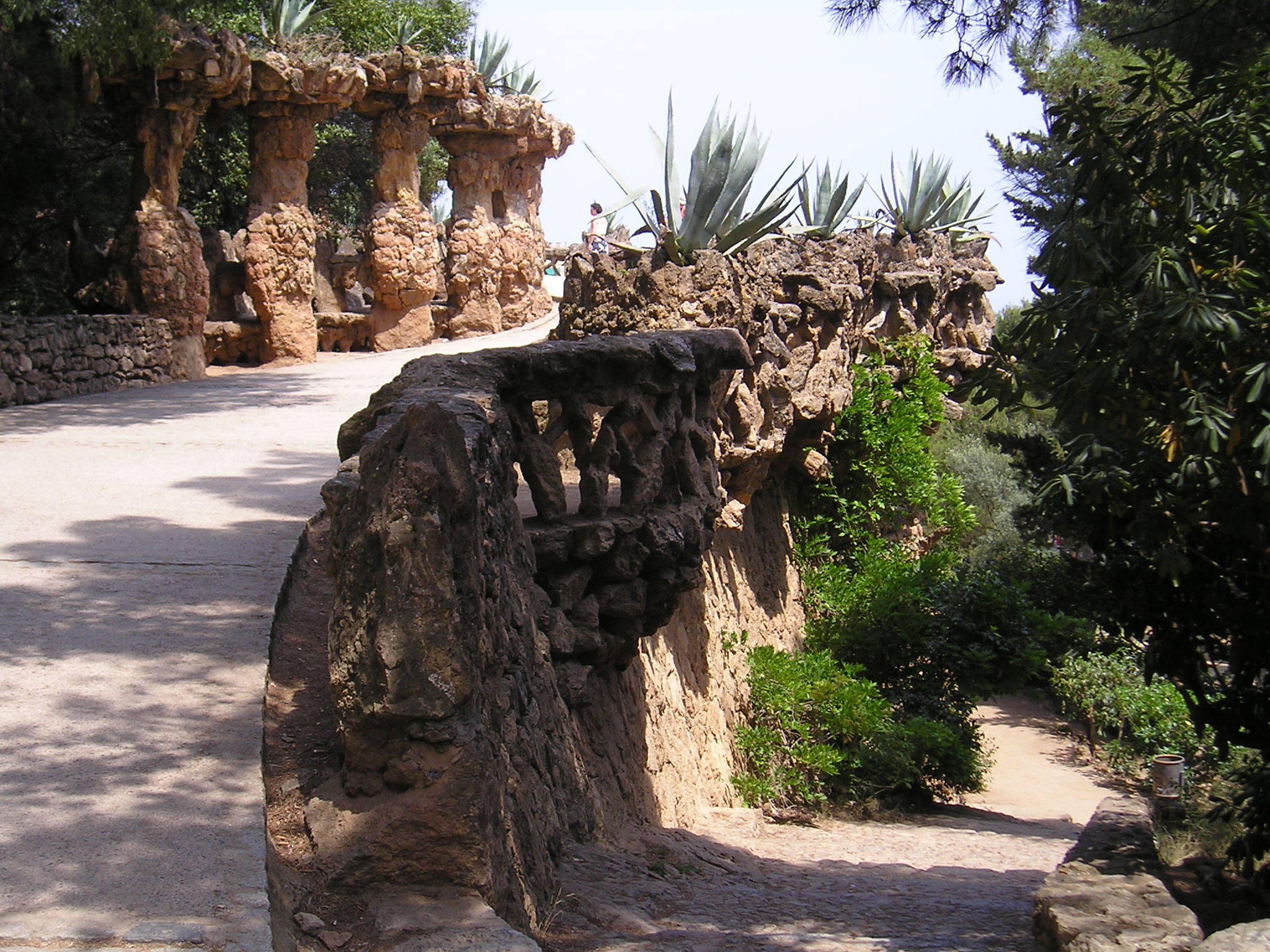
Camí
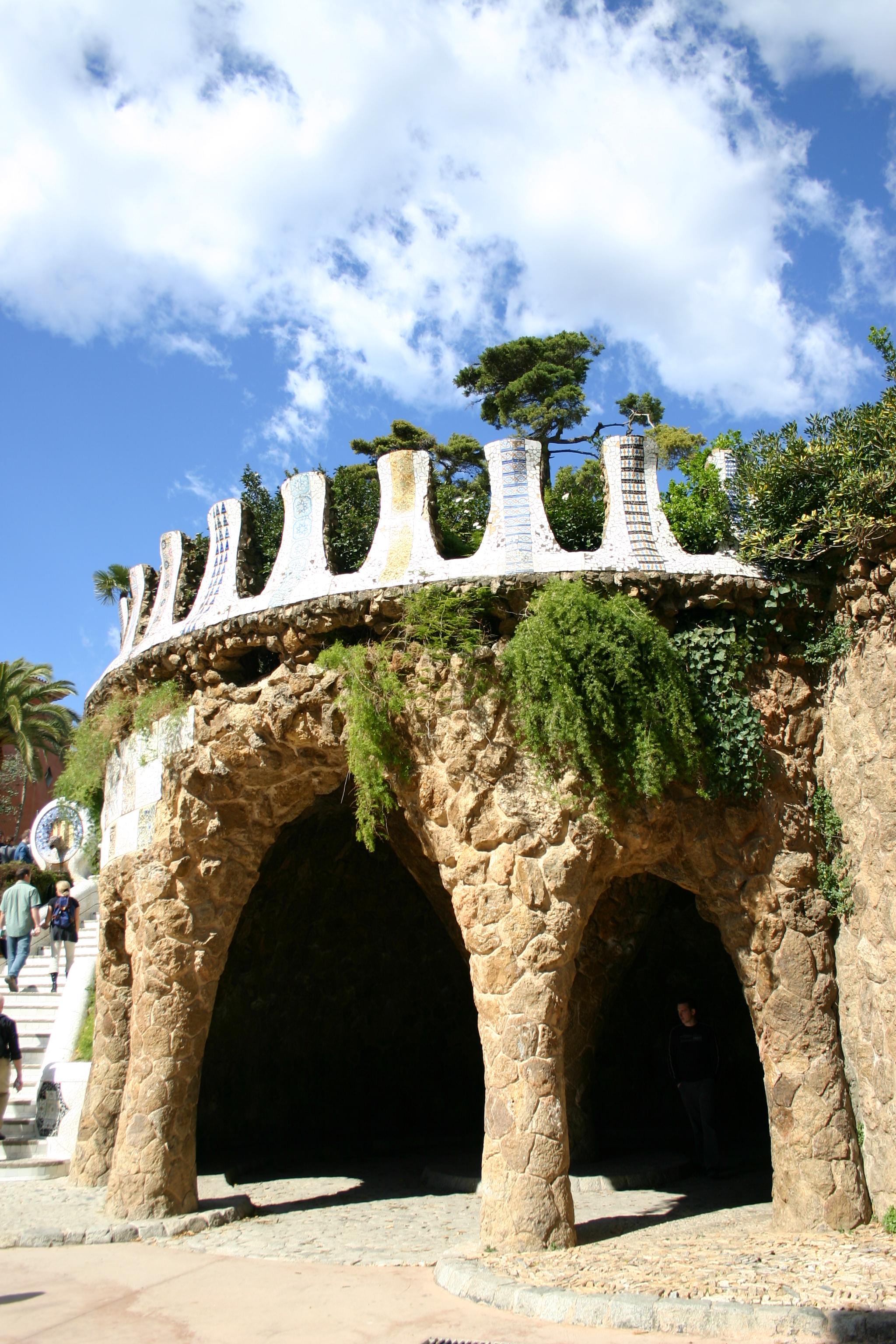
El porxo dels carruatges
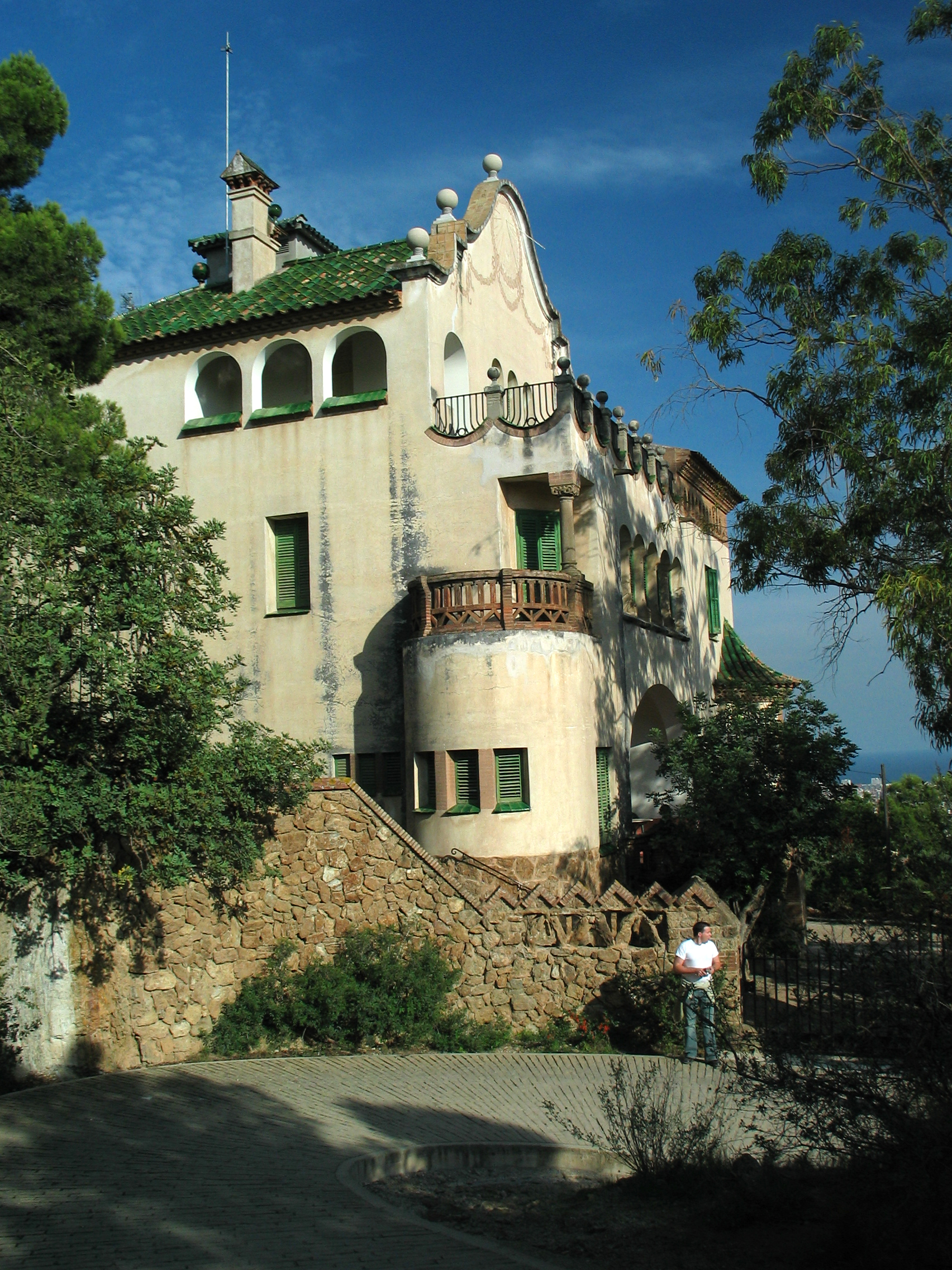
Casa Martí Trias i Domènech, de Juli Batllevell
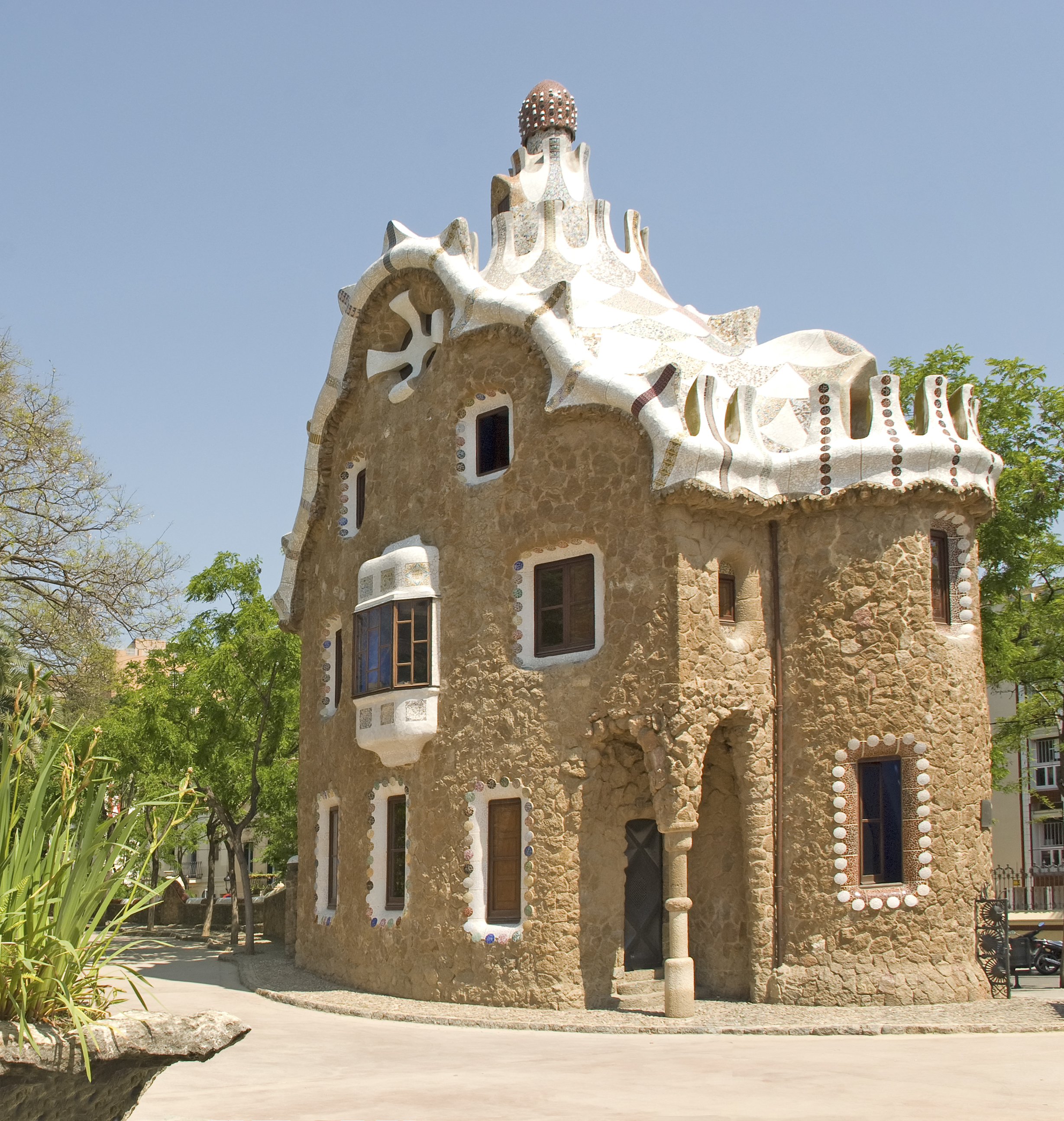
Casa del Guarda
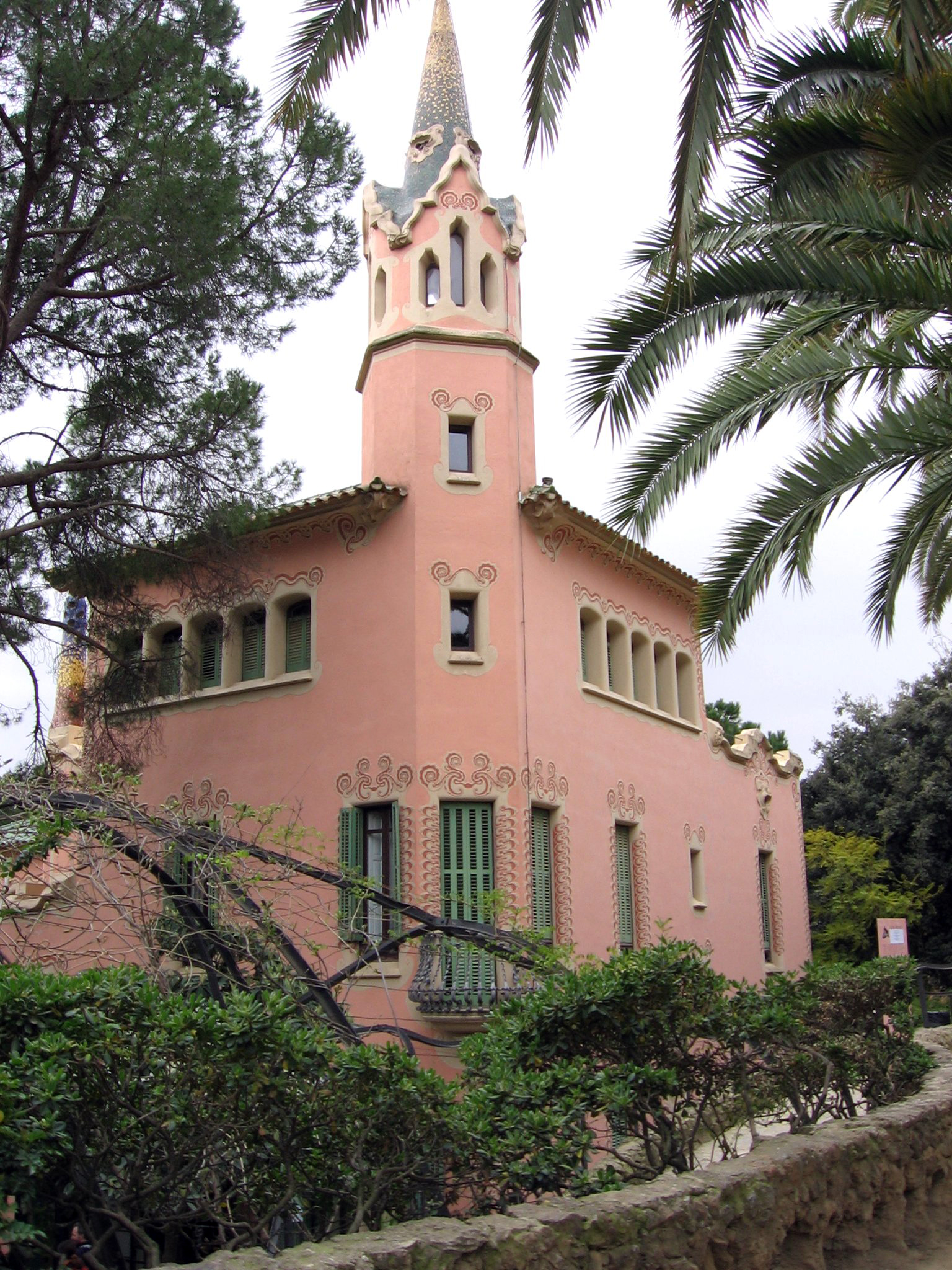
Casa Museu Gaudí

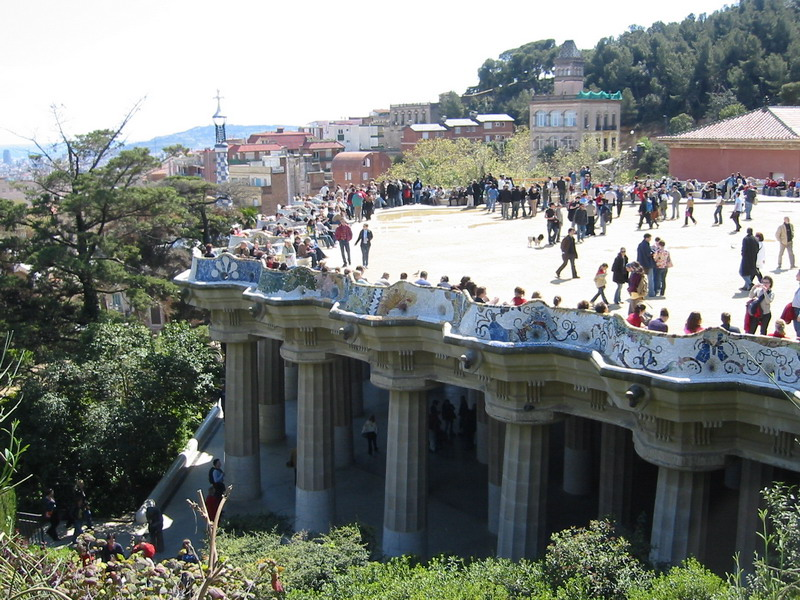
Vista exterior del mirador, damunt la Sala de les Cent Columnes
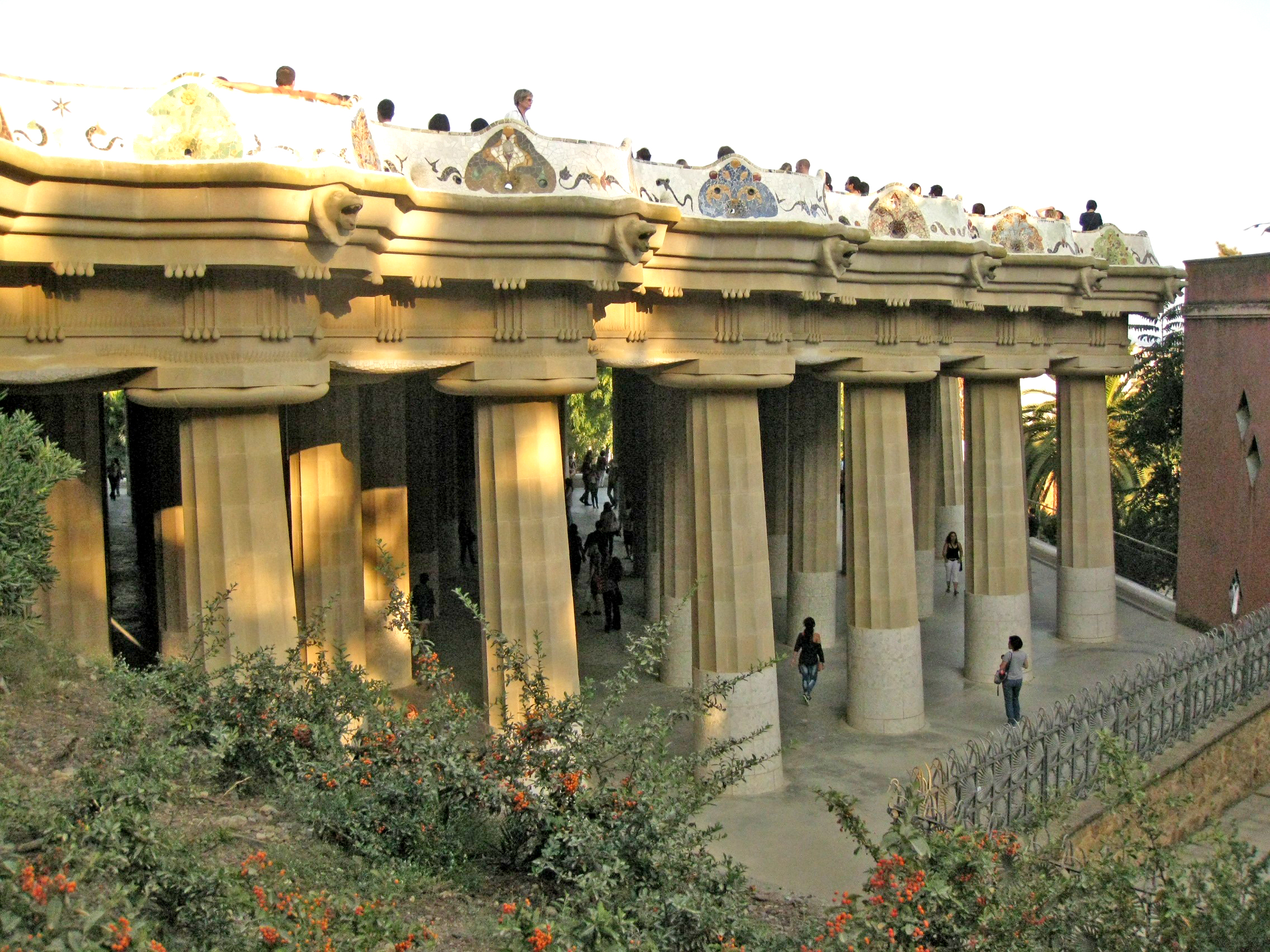
Vista posterior
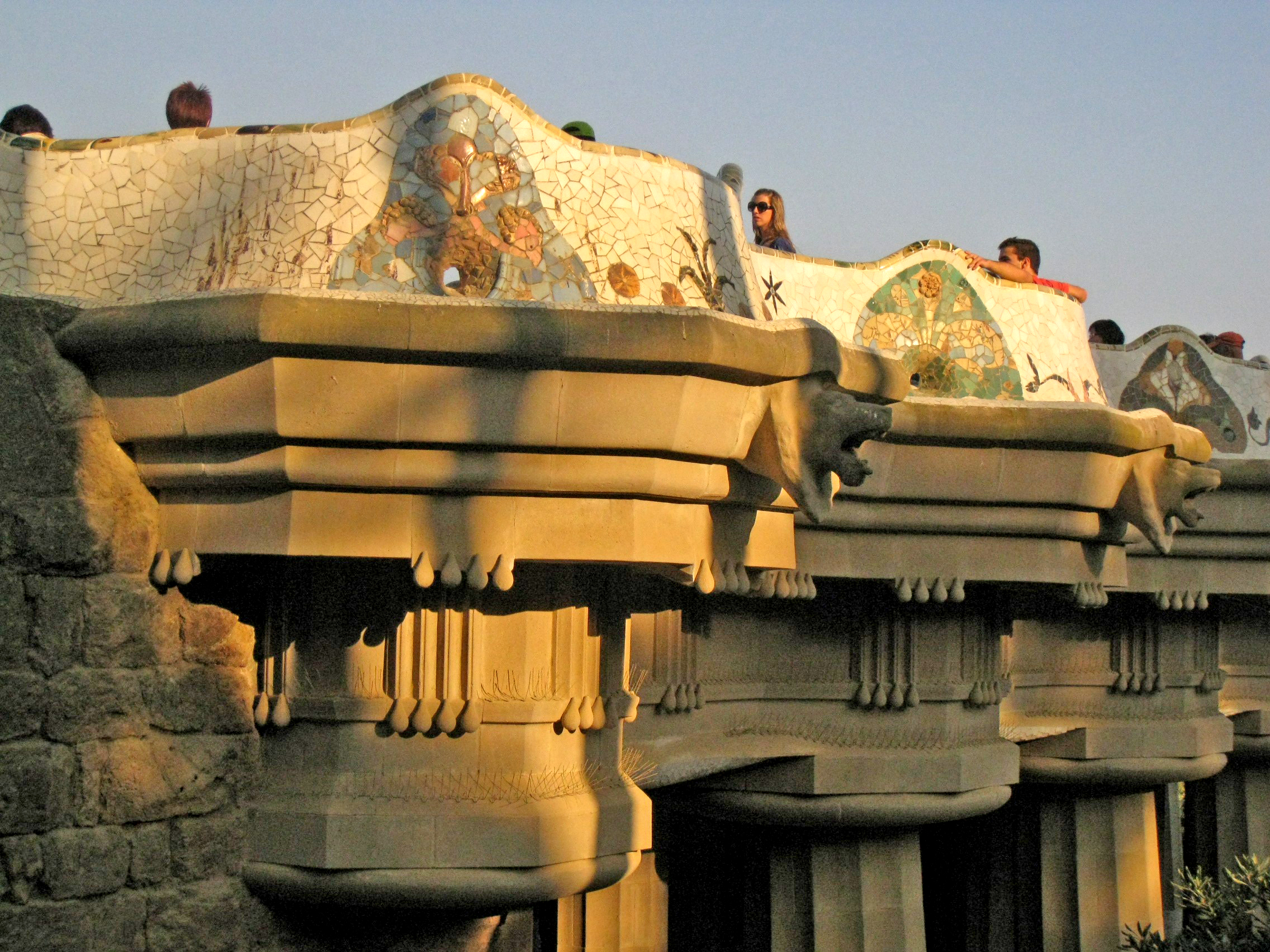
Bancs de trencadís
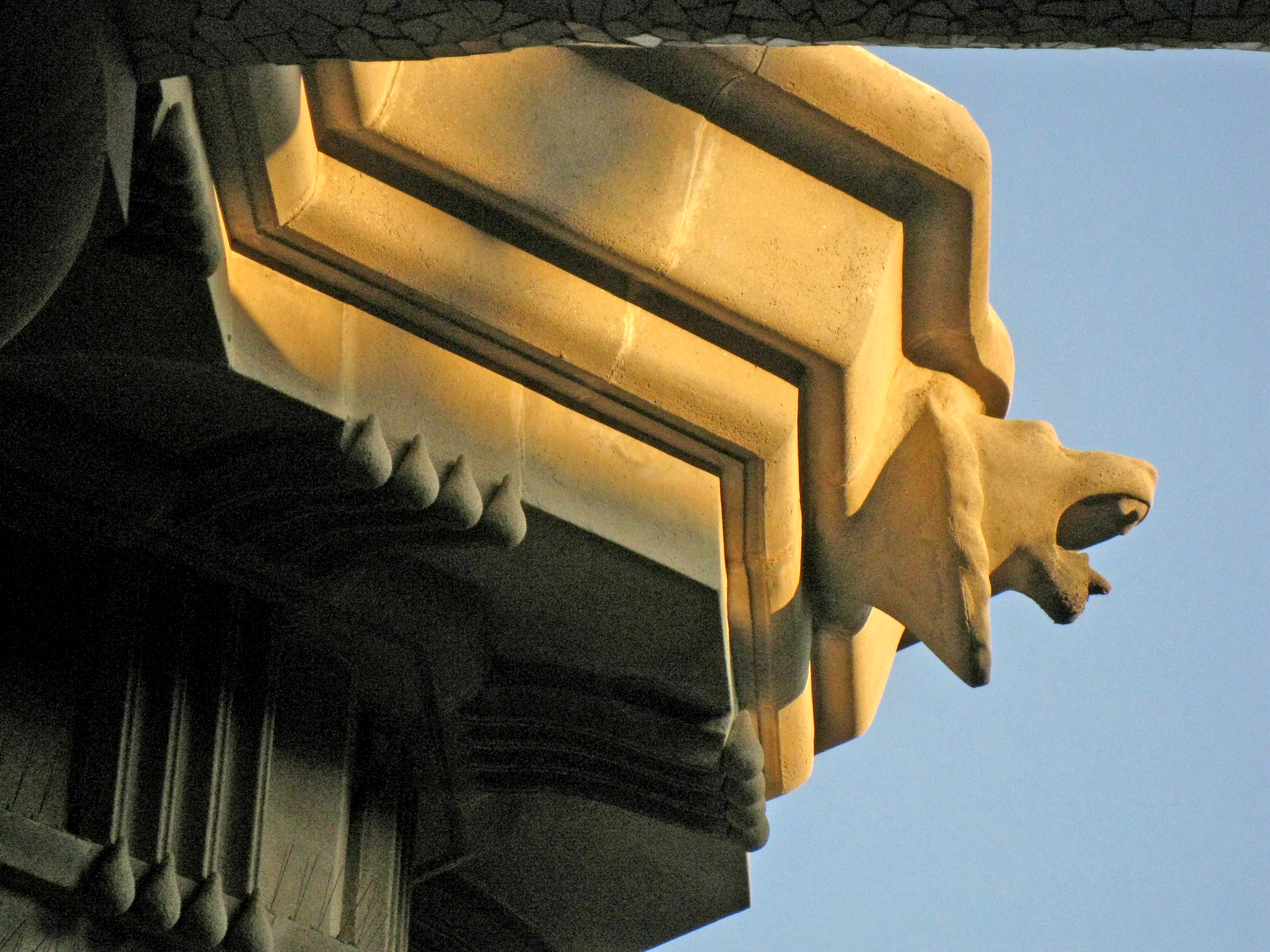
Gàrgola
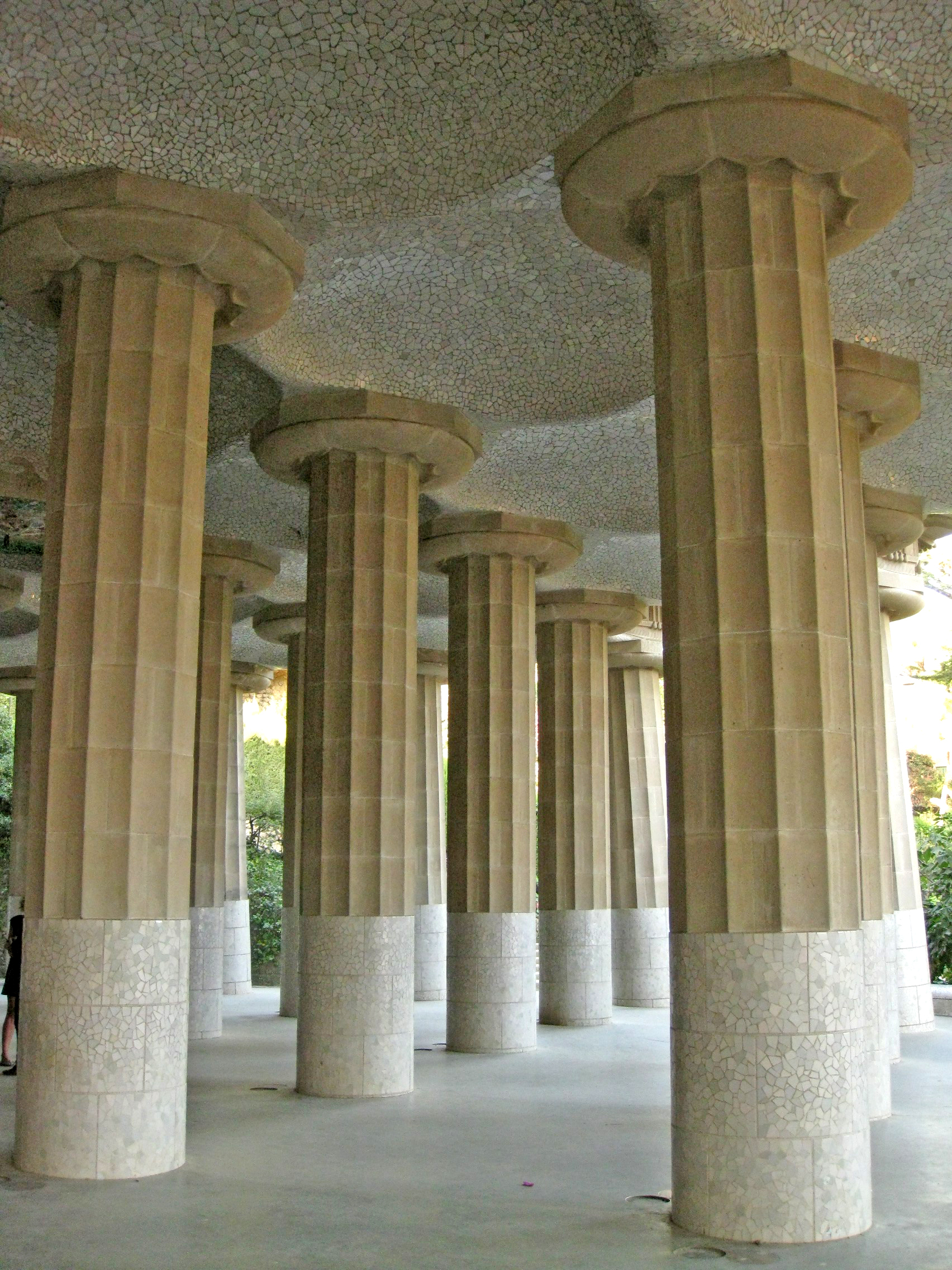
Sala hipòstila, amb columnes dòriques i mosaics
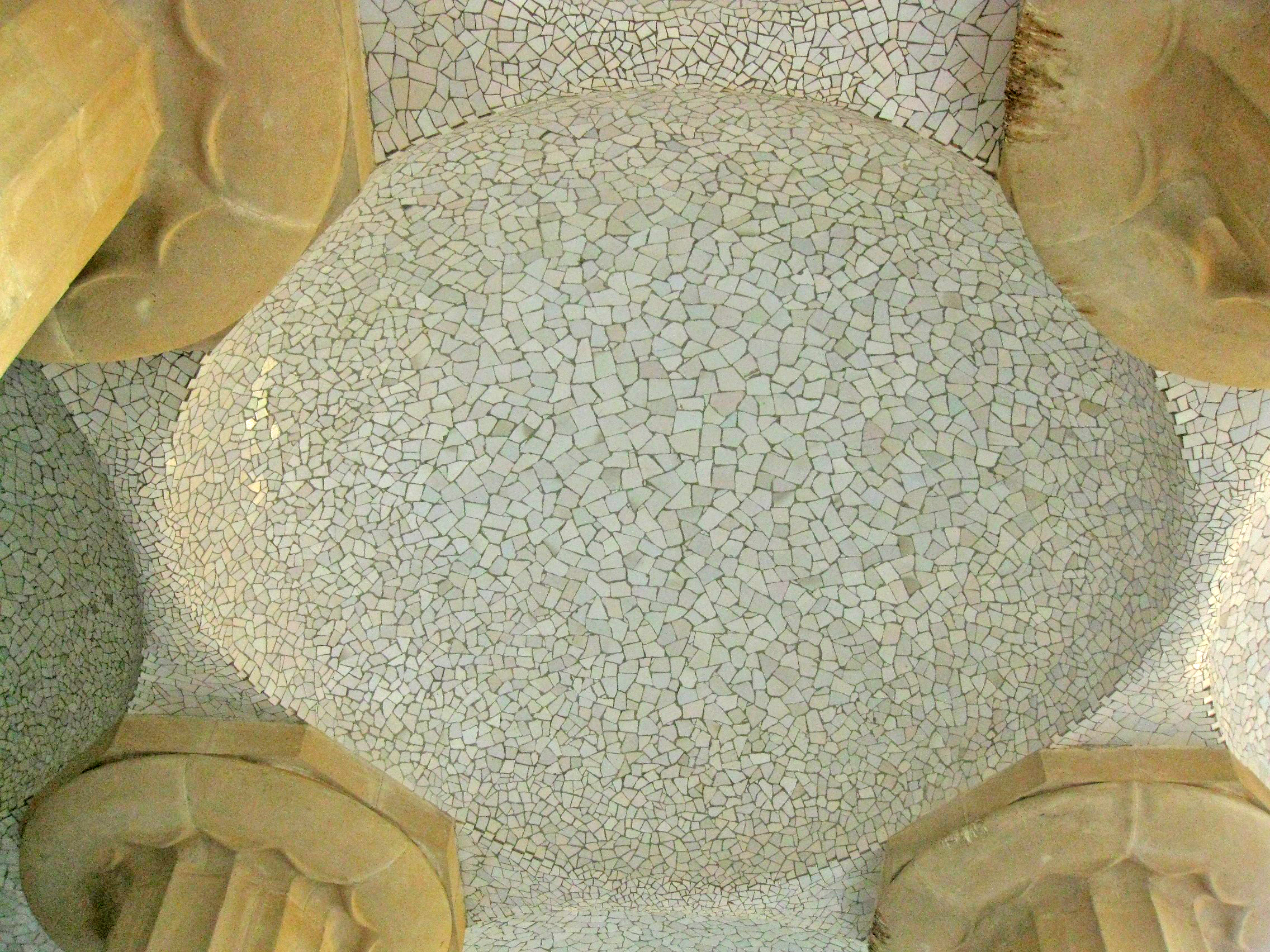
Sostre de trencadís
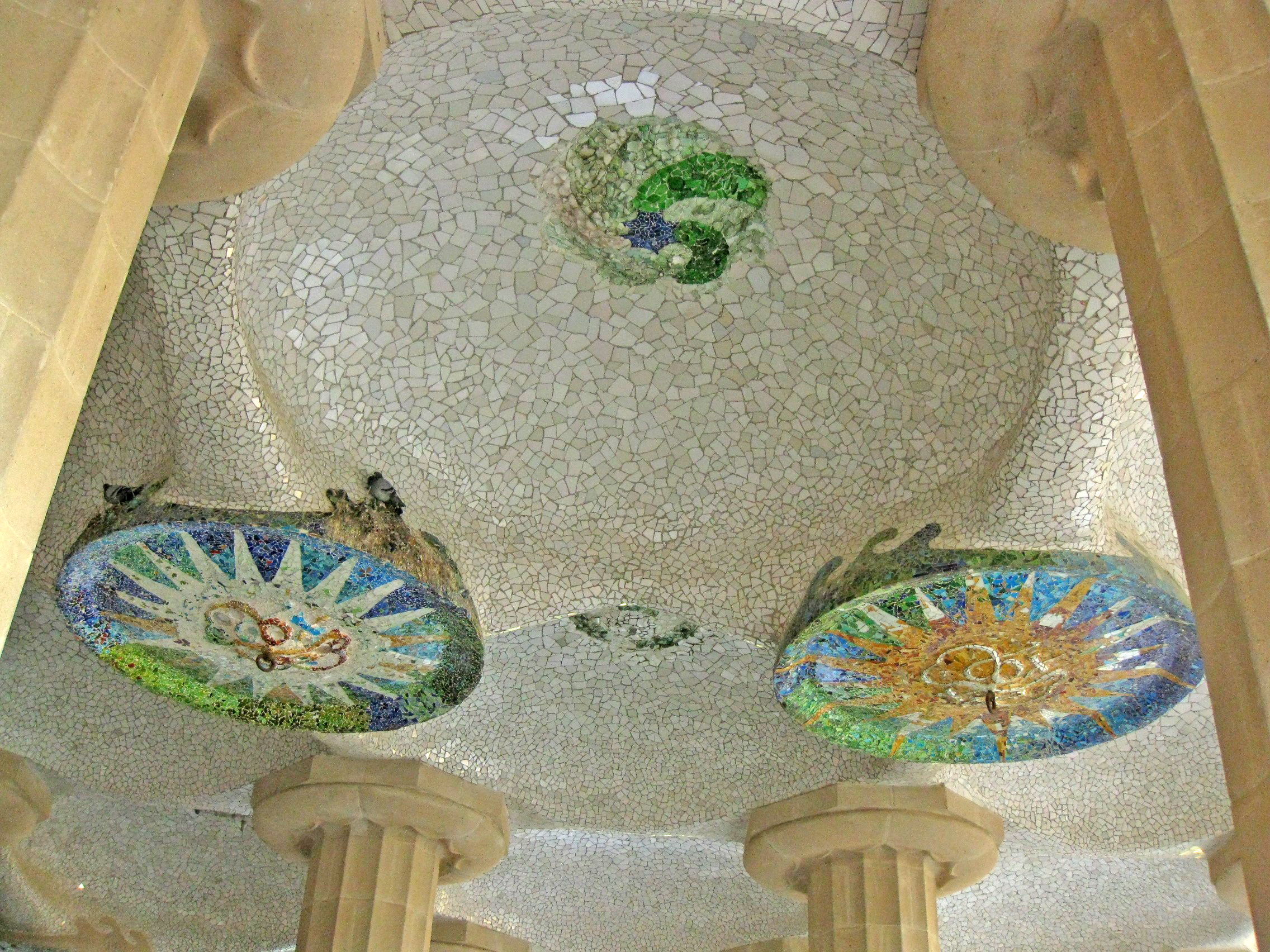
Plafons de trencadís
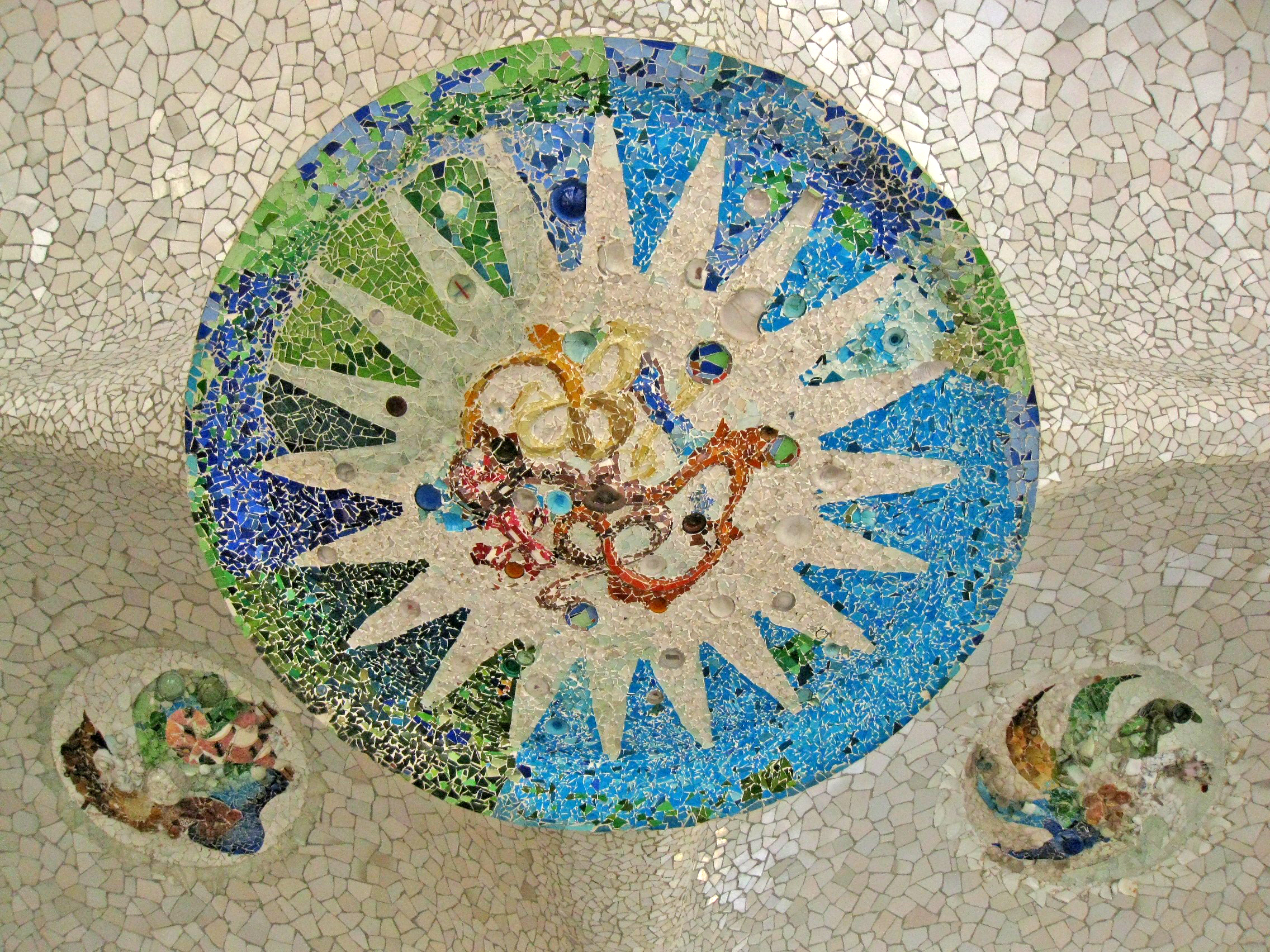
Plafó de trencadís

## Informació pràctica
- El parc està situat a 15/20 minuts en metro o cotxe del centre de la ciutat. S'hi pot accedir amb els autobusos 24, 116, el bus turístic de la zona nord, i el metro (línia 3) de Lesseps.[7]
- El parc disposa d'una àrea de jocs infantils, fonts, bar, llibreria, pista de patinatge, espai per a gossos, arbres catalogats i WC.
- Calendari i horari: De novembre a febrer de 10 a 18 h, març i octubre de 10 h a 19 h, abril i setembre de 10 h a 20 h, de maig a agost de 10 a 21 h. Tots els dies de l'any inclosos festius.
- L'òrgan responsable de la seva ordenació és Parcs i Jardins de l'Ajuntament de Barcelona.
- Facilitat d'accés: El parc és accessible per a persones amb cadires de rodes, però a causa dels pendents i de la grandària, algunes zones són de difícil accés. Malgrat tot, les àrees bàsiques poden visitar-se.